# Pinjalo
Pinjalo és un gènere de peixos de la família dels lutjànids i de l'ordre dels perciformes.

## Taxonomia
- Pinjalo lewisi (Randall, Allen & Anderson, 1987)[2]
- Pinjalo pinjalo (Bleeker, 1850)[3][4][5][6][7][8][9][10]